# Artem Vazhov
Artem Vazhov (né le 16 décembre 1991) est un athlète russe, spécialiste du 400 mètres. 

## Palmarès
| Date | Compétition                   | Lieu     | Résultat | Épreuve   | Temps         |
| ---- | ----------------------------- | -------- | -------- | --------- | ------------- |
| 2011 | Championnats d'Europe espoirs | Ostrava  | 3e       | 4 × 400 m | 3 min 04 s 01 |
| 2011 | Universiade                   | Shenzhen | 1er      | 4 × 400 m | 3 min 04 s 51 |
| 2013 | Championnats d'Europe espoirs | Tampere  | 1er      | 4 × 400 m | 3 min 04 s 63 |

### Records
| Épreuve    | Épreuve      | Performance | Lieu   | Date           |
| ---------- | ------------ | ----------- | ------ | -------------- |
| 400 mètres | En plein air | 46 s 39     | Yerino | 15 juin 2013   |
| 400 mètres | En salle     | 47 s 21     | Moscou | 2 février 2014 |